# モデスティア (小惑星)
モデスティア (370 Modestia) は小惑星帯に位置する標準的な小惑星で、フランスの天文学者、オーギュスト・シャルロワによってニースで発見された。
ラテン語で「謙遜」という意味の言葉より名づけられた。